# Narumi Takahira
Narumi Takahira (高平 成美 Takahira Narumi) es una seiyū japonesa nacida el 29 de julio de 1989 en Tokio. Ha interpretado a Patti Thompson de la serie Soul Eater, entre otros personajes.

## Roles interpretados

### Series de Anime
- Darker than Black: Ryūsei no Gemini como Ariel
- Soul Eater como Patti Thompson
- Soul Eater Not! como Patti Thompson
- Tokyo Magnitude 8.0 como Meg

### Videojuegos
- Soul Eater: Battle Resonance como Patti Thompson
- The 3rd Birthday como Emily Jefferson